# Médecine au Québec

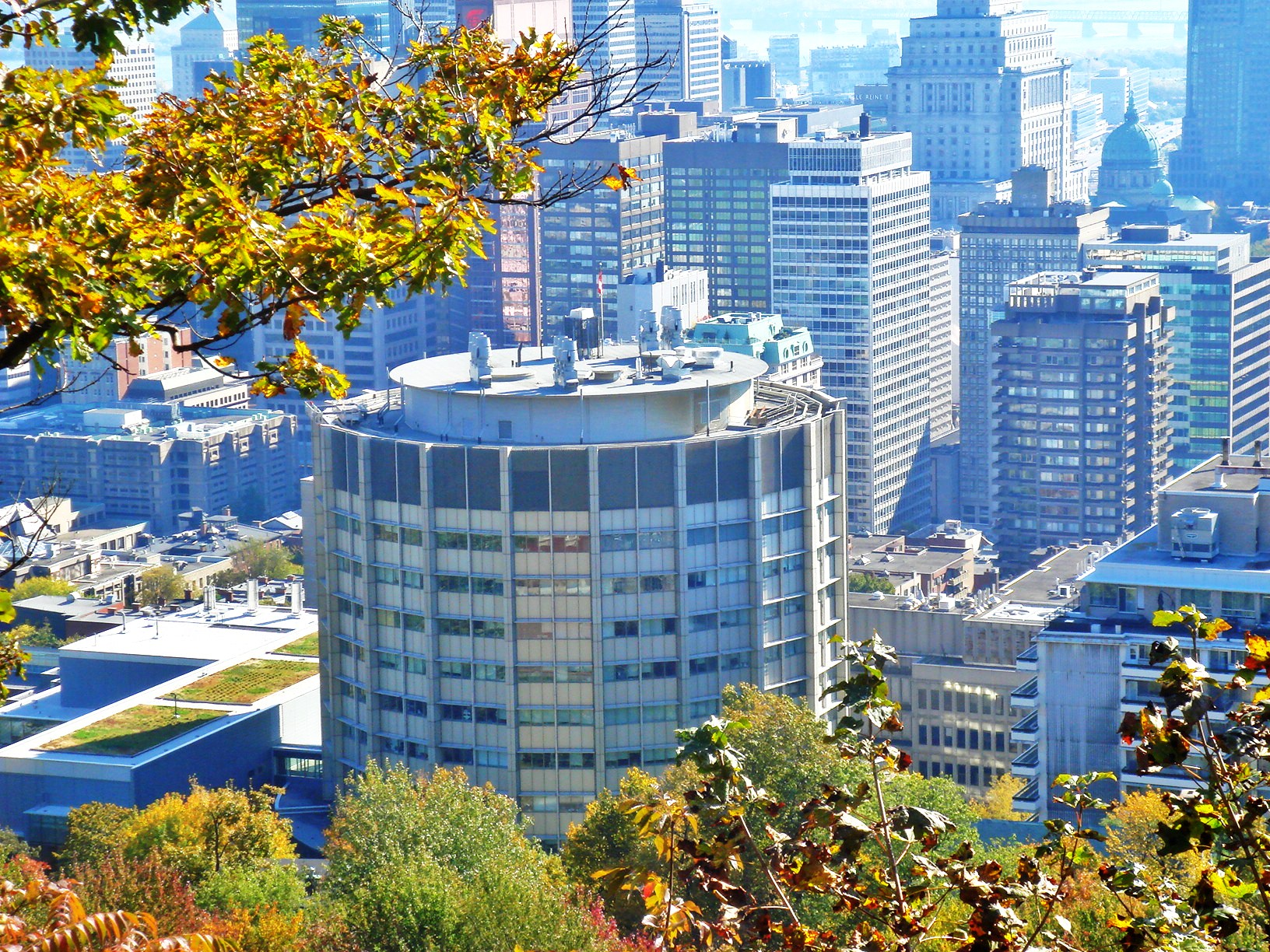
Pavillon McIntyre des sciences médicales de l'Université McGill dans le centre-ville de Montréal

L'étude et la pratique de la médecine au Québec visent le rétablissement et la conservation de la santé et la prévention, le diagnostic et la lutte contre les maladies des êtres humains. À l'instar d'autres juridictions, seuls les médecins sont habilités à exercer la médecine après avoir obtenu un diplôme d'une faculté de médecine, effectué une résidence en médecine familiale, réussi les examens du Collège des médecins du Québec et obtenu leur permis d'exercice provincial. Le Québec compte en 2021 près de 21 700 médecins actifs.

## Histoire

### XIXe siècle
Au début et à la première moitié du XIXe siècle, la pratique médicale au Québec se caractérise par un marché des soins très ouvert, où se côtoient médecins, guérisseurs traditionnels, sages-femmes, ramancheurs et autres praticiens. La médecine officielle peine à s’imposer face à une forte tradition d’automédication et aux remèdes populaires issus des savoirs européens et amérindiens. Par ailleurs, la doctrine des humeurs, héritée de l’Antiquité, continue d’influencer le diagnostic et le traitement, avec des pratiques telles que la saignée, la purgation et l’usage de laxatifs, malgré les premiers signes d’une approche plus clinique qui apparaissent dès les années 1820. À cette époque, la formation des futurs praticiens repose essentiellement sur le compagnonnage : de jeunes apprentis, parfois dès l’âge de 14 ans, apprennent sur le terrain auprès d’un médecin expérimenté. En 1818, par exemple, seuls 5 des 82 praticiens exerçant dans les districts de Québec et de Montréal possèdent un diplôme officiel, illustrant les limites d’un système fondé sur l’apprentissage direct et inégal.
Entre la première et la seconde moitié du XIXe siècle, les approches cliniques coexistent avec les méthodes traditionnelles. Alors que les médecins commencent à adopter des examens plus rigoureux et une observation directe des symptômes, la pratique humorale persiste, notamment en milieu rural où l’accès aux soins officiels reste limité. Dans ce contexte, la médecine traditionnelle amérindienne, fondée sur l’observation des propriétés thérapeutiques des plantes, des substances animales et minérales, enrichit l’offre de soins, malgré une reconnaissance souvent moindre par l’élite médicale.
Dans le même temps, le modèle de l’apprentissage direct cède progressivement la place à la création d’écoles et de facultés de médecine. À Montréal, dès 1823, une école de médecine anglo-protestante, la Montreal Medical Institution (MMI) voit le jour et, en 1829, elle se transforme en la Faculté de médecine de McGill, qui inaugure un enseignement clinique, avec des dissections, des cours au lit du malade et une approche pratique, qui servira de modèle pour les générations suivantes. Dans le Bas-Canada, la loi de 1847, créant le Collège des médecins et chirurgiens du Bas-Canada, impose des normes strictes (durée minimale d’études, contenu disciplinaire et affiliation hospitalière dans des établissements d’au moins 50 lits) et amorce ainsi la transition vers un enseignement universitaire et standardisé. Malgré les conflits d’affiliation et les rivalités, notamment entre McGill, l’École de médecine et de chirurgie de Montréal (EMCM) et l’école de Québec, ces réformes préparent le terrain pour une professionnalisation accrue de la médecine.
À partir des années 1850, le marché des médicaments se diversifie avec l’essor de la presse à grand tirage et de la publicité. Des préparations variées, comme les pilules, sirops, vins toniques, ceintures électriques, se multiplient, avec des produits importés d’origine britannique ou élaborés localement sous forme de « remèdes secrets ». Des fabricants tels que la compagnie S. J. Lyman à Montréal jouent un rôle clé dans cette expansion, et le commerce des maladies se développe dans un contexte où les traitements restent essentiellement palliatifs. Parallèlement, la répartition inégale des médecins, concentrés dans les grands centres urbains dès 1871, accentue le recours aux alternatives populaires dans les régions rurales.
Vers la fin du XIXe siècle, la révolution clinique et les réformes législatives consolident la formation médicale. La loi médicale de 1876, par exemple, allonge la durée des études à quatre ans, rend obligatoire l’étude de matières telles que la chimie, l’hygiène, la pathologie et l’histologie, et renforce les liens entre les facultés de médecine et les hôpitaux généraux. Des figures telles que William Osler, à partir de 1874, dynamisent l’enseignement clinique à McGill grâce à des travaux pratiques de pathologie et un nombre impressionnant d’autopsies, participant à l’essor d’un modèle scientifique et rigoureux. Malgré ces avancées en milieu urbain, la coexistence avec des pratiques traditionnelles et la persistance de l’automédication dans les régions rurales, montre que la modernisation de la médecine se fait de manière graduelle. Parallèlement, les rivalités entre institutions francophones (comme l’EMCM et la succursale de l’Université Laval, situé au Château Ramezay à Montréal) se résolvent progressivement par des fusions et des réorganisations structurelles, posant ainsi les bases du système hospitalo-universitaire qui perdurera au Québec pendant plus d’un siècle.
En plus des médecins généraux et spécialistes, l'équipe soignante est composée de plusieurs personnes qualifiées dont les infirmières et infirmiers, préposés aux bénéficiaires et le personnel hospitalier. Au Québec, la médecine est pratiquée dans divers établissements pour la grande majorité publics (hôpitaux, cliniques, résidences), la visite de médecin à domicile est peu répandue ; les infirmières et infirmiers assurent parfois la surveillance des malades, les soins et l'administration des médicaments à domicile. La rémunération et la tarification des actes de la plupart des médecins sont dictées par la Régie de l'assurance-maladie du Québec.
Le Québec compte des facultés de médecine dans quatre universités : l'Université Laval, l'Université McGill, l'Université de Montréal et l'Université de Sherbrooke.